# Jean-Laurent Bonnafé
Jean-Laurent Bonnafé (Frankrijk, 14 juli 1961) is een Frans bankier. Hij was van 2009 tot 2011 de CEO van BNP Paribas Fortis, een in België opererende bank.

## Levensloop
Nadat hij was afgestudeerd aan de École polytechnique en de Hogeschool voor Mijnbouw - telkens in Parijs - ging Jean-Laurent Bonnafé aan de slag als ambtenaar bij het Franse Ministerie van Industrie (1984) en werd hij technisch raadgever (1992) van de minister van Buitenlandse Handel. Vanaf 1994 ging hij in dienst bij BNP (later BNP Paribas), waar hij verschillende hoge posten waarnam. Zo was hij CEO van de Italiaanse Banca Nazionale del Lavoro (2006) en als COO van BNP Paribas (2008) verantwoordelijk voor het retailbankieren van de groep.
Bij de overname van Fortis door BNP Paribas in 2009 werd Bonnafé voorzitter van het directiecomité en CEO van BNP Paribas Fortis. In 2011 werd hij opgevolgd door Maxime Jadot; Bonnafé werd bestuurder. In Parijs werd hij CEO van BNP Paribas.